# Livyatan
Livyatan je rod vyhynulých kytovců, který obýval světové oceány v období pozdního miocénu asi před 9 až 10 miliony lety, přičemž je možné, že on či jemu velmi podobný tvor žil ještě v pliocénu asi před 5 miliony let. Název dostal podle starozákonního netvora Leviatana. Veškeré fosilní nálezy pocházejí z oblastí jižní hemisféry (Peru, Chile, Argentina, Austrálie, Jižní Afrika) a předpokládá se, že právě na jižní polokouli byl omezen biotop tohoto mořského savce (pokud ovšem další nálezy neprokáží něco jiného).

## Charakteristika
Nálezů existuje málo a tvoří je především zuby. K dispozici je pouze jedna dochovaná přibližně třímetrová lebka a na základě ní se jeho tělesná délka odhaduje na 13,5 až 17,5 metru. Záleží především na tom, k jakému současnému či vyhynulému příbuznému je při rekonstrukci délky přirovnáván. Hmotnost případného 17,5 metru dlouhého jedince byla vypočítána na 57 tun. Jeho zuby dosahovaly délky 31 až 36 centimetrů a průměru až 11 centimetrů, což je nejvíce nejen ze všech známých kytovců, ale jedná se o nejdelší ke konzumaci používané zuby vůbec (nepočítaje kly). Na rozdíl od vorvaňů, jeho nejbližších příbuzných, měl Livyatan zuby v obou čelistech (vorvaň mívá zuby jen ve spodní čelisti, v horní má rudimentární, většinou nevyvinuté) a kryté sklovinou. Tvar lebky naznačuje, že byla vyplněna spermacetem.

## Paleoekologie

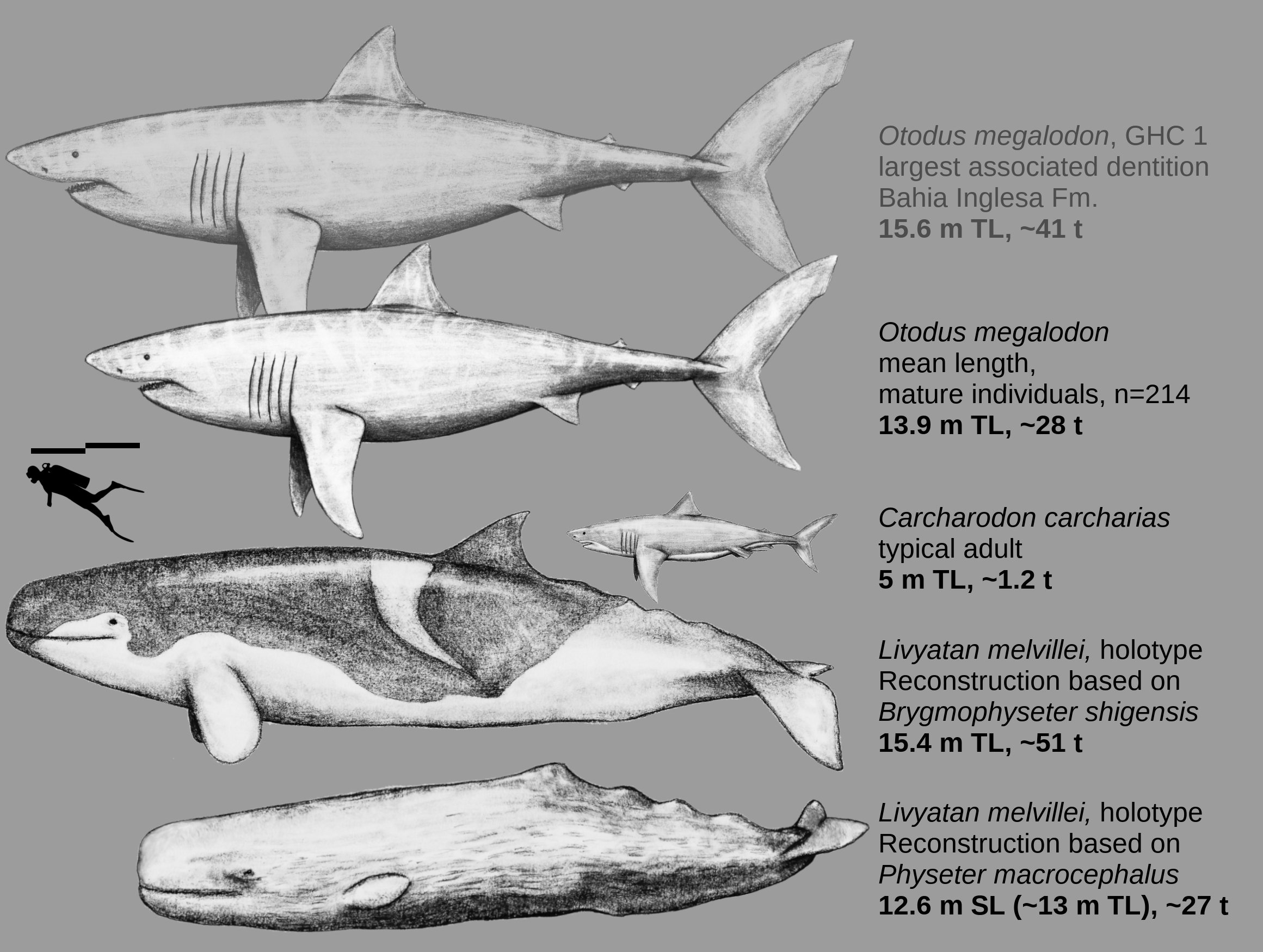
Srovnání velikostí livyatana dle dvou různých rekonstrukcí (dole), žraloka bílého (uprostřed) a průměrného a velkého megalodona (nahoře).

Livyatan byl vrcholový predátor své doby. Odhaduje se, že jeho kořist tvořili hlavně menší a středně velcí kytovci (delfíni a 7 až 10 metrů dlouhé kosticovité velryby), ploutvonožci, žraloci a někteří další tvorové. Při jejich lovu si počínal podobně jako moderní kosatka dravá. Jeho hlavním potravním konkurentem byl možná obří žralok Megalodon.

## Historie objevu a popisu
Je znám jediný druh, pojmenovaný Livyatan melvillei na počest spisovatele Hermana Melvillea. Jeho fosilní pozůstatky byly nalezeny v listopadu roku 2008 nedaleko peruánského města Ica a formálně popsány o dva roky později.